# الدوري اليوناني 1999–2000
الدوري اليوناني لكرة القدم 1999–2000 (باليونانية: Α΄ Εθνική ποδοσφαίρου ανδρών 1999-2000)‏ هو الموسم 41، و64 من  الدوري اليوناني لكرة القدم. الذي يشرف على تنظيمه الاتحاد الإغريقي لكرة القدم، وكان عدد الأندية المشاركة فيه  18، وفاز فيه نادي أولمبياكوس بعد أن لعب 34 مباراة وفاز بـ 30 منها.

## نتائج الموسم
| المركز | فريق            | لعب | ف  | ت | خ | له | عليه | ف.أ | نقاط | ملاحظة |
| ------ | --------------- | --- | -- | - | - | -- | ---- | --- | ---- | ------ |
| 1      | نادي أولمبياكوس | 34  | 30 | 2 | 2 | 86 | 18   | +68 |      |        |